# Domínio de Shirakawa
O Domínio de Shirakawa (白河藩, Shirakawa-han) foi um domínio japonês do Período Edo, localizado na Província de Mutsu.  Seu principal líder foi Matsudaira Sadanobu, o arquiteto das Reformas Kansei.  
Shirakawa também foi o cenário de uma das batalhas da Guerra Boshin. 

## História
Já existia notícias sobre a área fortificada de Shirakawa desde o período Nara, uma região fortificada que fazia fronteira entre as regiões do Estado  Yamato propriamente dito e as regiões que pertenciam às tribos Emishi da região Tohoku do norte de Honshū, e que tinha de grande importância estratégica. Durante o período Sengoku, a área ao redor de Shirakawa era controlada pelos governantes de Aizu.
Em 1627, Niwa Nagashige, um dos generais de Tokugawa Ieyasu, foi transferido do Domínio de Tanakura para o recém-criado Domínio de Shirakawa, com um kokudaka de 100.700 koku . Nagashige construiu o Castelo de Komine e estabeleceu a cidade ao redor do castelo. Ele foi seguido por seu filho Niwa Mitsushige em 1637, mas o clã foi transferido para o Domínio de Nihonmatsu em 1647.
Os Niwa foram substituídos por Sasakibara Tadatsugu do Domínio de Tatebayashi, com um aumento para 140.000 koku . A mãe de Tadatsugu era uma das concubinas de Ieyasu, e por algum tempo adotou o sobrenome Matsudaira . No entanto, seu mandato em Shirakawa foi curto, e ele foi transferido para o Domínio de Himeji em 1649.
O Domínio foi então atribuído a Honda Tadayoshi, que veio do Domínio de Murakami, e seu tamanho foi reduzido para 120.000 koku. Tadayoshi colocou grandes esforços no desenvolvimento de novas plantações de arroz, aumentando suas receitas reais em mais 15.000 koku . No período de 1650-1651, suas receitas reais foram 37.000 koku acima de sua classificação oficial. No entanto, essa disparidade e reclamações de seus súditos sobre a tributação excessiva e levaram seu filho, Honda Tadahira, a ser transferido para o Domínio de Utsunomiya em 1681. 
Shirakawa foi então designado para Tadahiro do Ramo Okudaira do Clã Matsudaira,  mas ele estava com problemas de saúde e atribuiu o domínio ao seu karō . Além disso, a morte prematura de seus filhos levou a uma O-Ie Sōdō (briga interna do Clã) que dividiu seus servos entre uma facção que favorecia um genro e uma facção que favorecia um neto. Sua incapacidade de resolver essa crise resultou em seu rebaixamento e substituição por outro ramo do clã Matsudaira.
Naonori do Ramo Echizen tornou-se daimiô de Shirakawa em 1692 e inicialmente implementou planos para reparar as finanças do Domínio através da contenção fiscal e redução da renda de seus servos. Essas políticas foram revertidas em 1720 pela poderosa facção Toki dentro do clã, cuja solução para as finanças do domínio foi um aumento drástico na tributação. Isso resultou em uma grande revolta camponesa. O sucessor de Naonori, Motochika, iniciou um período de sugestões e seu sucessor, Yoshichika, foi transferido para o domínio de Himeji em 1741.
Shirakawa então passou a ser controlada por outro ramo do clã Matsudaira, o Ramo Hisamatsu, com a nomeação de Tadayoshi. Quando seu neto adotivo, Sadanobu, assumiu o domínio estava numa situação econômica desastrosa: de 110.000 kokus que deveria ser capaz de produzir, 108.600 haviam sido relatados como "perdidos".  Sadanobu trabalhou incessantemente para resolver a crise econômica em Shirakawa, finalmente salvando-a e trazendo suas finanças e agricultura de volta à estabilidade.  Estas reformas, juntamente com continuas manobras políticas de Sadanobu, lhe trouxe fama, e foi nomeado Tairō do shogunato no verão de 1787, e Shikken (regente) do 11º shōgun Ienari no início do ano seguinte.  Este período no qual Sadanobu conseguiu equilibrar o já debilitado Regime Tokugawa é conhecido como Reformas Kansei. Seu filho, Sadanaga, foi transferido para o Domínio de Kuwana em 1823.
Shirakawa foi então designado para o clã Abe que veio do Domínio de Oshi, os Abe governaram por oito gerações até a Restauração Meiji. O 7º daimiô, Abe Masatō,  foi elevado ao posto de Rōjū e desempenhou um papel importante no Bakumatsu (abertura do Japão). Conseguiu suplantar as objeções do Sonnō jōi e negociou a abertura do porto de Hyogo aos estrangeiros, mas este ato precipitou sua aposentadoria forçada e a perda de 40.000 koku. Durante o período Bakumatsu, o oitavo e último daimiô, Abe Masakiyo, foi transferido para o Domínio de Tanakura em 1866. Shirakawa então se tornou um território tenryō administrado diretamente pelo xogunato Tokugawa, pois a Guerra Boshin começara antes que um novo daimiô pudesse ser nomeado. Shirakawa se juntou ao Ōuetsu Reppan Dōmei e Abe Masakiyo retornou brevemente em 1868, mas o castelo foi destruído pelas forças da Aliança Satchō durante a Batalha de Aizu na Guerra Boshin.
Após o fim do conflito, o Domínio de Shirakawa foi dissolvido em dezembro de 1868 e se tornou a Província de Shirakawa em agosto de 1869. Após a abolição do sistema han em julho de 1871, tornou-se parte da “Prefeitura de Nihonmatsu”, que mais tarde se tornou parte da Prefeitura de Fukushima .

## Lista de Daimiôs
O Daimiô era o chefe hereditário do Domínio e ao mesmo tempo era o líder do clã.
- Clã Niwa, 1627-1647 (Tozama; 100000 koku)

1. Nagashige
2. Mitsushige

- Ramo Sakakibara do Clã Matsudaira, 1647-1649 (Fudai; 140000 koku)

1. Tadatsugu

- Clã Honda, 1649-1681 (Fudai; 120000 koku)

1. Tadayoshi
2. Tadahiro

- Ramo Okudaira do Clã Matsudaira, 1681-1692 (Shinpan; 150000 koku)

1. Tadahiro

- Ramo Echizen do Clã Matsudaira, 1692-1741 (Shinpan; 150000 koku)

1. Naonori
2. Motochika
3. Yoshichika

- Ramo Hisamitsu do Clã Matsudaira, 1741-1823 (Shinpan; 110000 koku)

1. Sadayoshi
2. Sadakuni
3. Sadanobu
4. Sadanaga

- Clã Abe, 1823-1866, 1868 (Fudai; 100000 koku)

1. Masanori
2. Masaatsu
3. Masaakira
4. Masakata
5. Masasada
6. Masahisa
7. Masato
8. Masakiyo